# Oldřich Kotyza
Oldřich Kotyza (* 30. Dezember 1994) ist ein tschechischer Grasskiläufer. Er startete 2011 erstmals im Weltcup und bei einer Weltmeisterschaft.

## Karriere
Nachdem Kotyza ab 2007 an Nachwuchsrennen, unter anderem im Tschechien-Cup, teilgenommen hatte, startete er im Juli/August 2009 bei der Juniorenweltmeisterschaft in Horní Lhota u Ostravy, kam aber nur im Slalom und im Riesenslalom im Schlussfeld ins Ziel. Weitere internationale Wettkämpfe folgten zunächst nicht. In der Saison 2010 nahm er nur an regionalen Rennen wie dem Tschechien-Cup teil. Am 6. August 2011 startete Kotyza im tschechischen Předklášteří erstmals in zwei FIS-Rennen und tags darauf am selben Ort in seinem ersten und in der Saison 2011 einzigen Weltcuprennen. In diesem Slalom belegte er den 16. Platz, womit er auf Anhieb Weltcuppunkte gewann. Vier Wochen später nahm Kotyza an der Weltmeisterschaft 2011 und der zugleich ausgetragenen Juniorenweltmeisterschaft in Goldingen in der Schweiz teil. Bei den Junioren erzielte er mit Rang 13 im Riesenslalom und Rang 18 im Super-G zwei Platzierungen im Mittelfeld, während er in der Allgemeinen Klasse im Slalom den 12. Platz erreichte, im Riesenslalom aber nur als 32. und Letzter ins Ziel kam. In der Saison 2012 nahm Kotyza an keinen Wettkämpfen teil.

## Erfolge

### Weltmeisterschaften
- Goldingen 2011: 12. Slalom, 32. Riesenslalom

### Juniorenweltmeisterschaften
- Horní Lhota u Ostravy 2009: 28. Slalom, 36. Super-G
- Goldingen 2011: 13. Riesenslalom, 18. Super-G

### Weltcup
- Eine Platzierung unter den besten 20